# Baal (EP)
Pour les articles homonymes, voir Baal (homonymie).
Singles de David Bowie
Wild Is the Wind
(novembre 1981) Cat People (Putting Out Fire)
(mars 1982)
Baal, ou David Bowie in Bertolt Brecht's Baal, est un EP de David Bowie sorti le 13 février 1982.
Il se compose d'interprétations de cinq chansons tirées de Baal, la première pièce de théâtre du dramaturge allemand Bertolt Brecht. Bowie interprète également le rôle-titre de la pièce dans l'adaptation produite par la BBC diffusée le 2 mars 1982 à la télévision britannique.
L'EP constitue la dernière parution de nouveau matériel de Bowie sur le label RCA Records. Il se classe à la 29e place des meilleures ventes de singles britanniques.

## Titres
Toutes les paroles sont écrites par Bertolt Brecht (traduit par John Willett), toute la musique est composée par Dominic Muldowney, sauf mention contraire.
| 1. | Baal's Hymn          | 4:02 |
| 2. | Remembering Marie A. | 2:07 |

| 3. | Ballad of the Adventurers |            | 2:01 |
| 4. | The Drowned Girl          | Kurt Weill | 2:26 |
| 5. | The Dirty Song            |            | 0:38 |